# Aquarium (gruppo musicale)
Gli Aquarium (in russo Аквариум?) sono una delle prime rock band sovietiche e russe, fondata nel 1972 a Leningrado da Boris Grebenščikov ("BG") e Anatolij Gunickij ("Džordž"). Fino al suo scioglimento nel marzo del 1991, il gruppo comprendeva anche Michail Fajnštejn, Djuša Romanov e Vsevolod Gakkel'. In diversi periodi, la band ha collaborato con Mike Naumenko, Sergej Kurëchin, Oleg Sakmarov, Boris Rubekin, Ėdmund Škljarskij, Evgenij Guberman, Aleksandr Kondraškin, Aleksandr Ljapin, Pëtr Troščenkov, Ivan Voropaev, Andrej Rešetin, Sergej Ščurakov e molti altri.
La critica ufficiale non ha mai visto di buon occhio il fatto che Boris Grebenščikov praticamente abbia usato il nome "Aquarium" per i suoi lavori da solista, ma questo pare non aver mai dato molto fastidio alla band, che continua a raccogliere molti fan attorno a sé, specialmente nei concerti che tengono costantemente in tutto il mondo.

## Storia

### Akvarium 1.0 (1972-1991)
Gli Aquarium sono stati fondati da Boris Grebenščikov e dal suo amico Anatolij Gunickij nel luglio del 1972 come progetto musicale e poetico.
Secondo una versione comune, il nome della band nacque quando Grebenščikov e Gunickij stavano viaggiando su un autobus e videro una birreria chiamata "Akvarium" in Budapeštskaja ulica a Leningrado. Lo stesso Boris Grebenščikov ha dato risposte diverse alla domanda sul nome della band in anni diversi:
БГ. Никто не придумал. Когда мы совсем устали, случилось так, что мы ехали где-то в Купчине. Проехали такую двухэтажную „стекляшку“. Она называлась „Аквариум“. И кто-то сказал, что вот — „Аквариум“. И мы решили, что — да.

РД. А где была эта „стекляшка“?

БГ. Где-то на Софийской или Будапештской… Сейчас там шашлычная, по-моему.»
BG: Nessuno. Una volta che eravamo completamente stanchi, è successo che stavamo guidando da qualche parte a Kupčin. Passammo davanti a un edificio di vetro a due piani. Si chiamava Aquarium. Qualcuno ha detto "Aquarium" e abbiamo scelto quello.

RD: E dove si trovava questa “casa di vetro”?

BG: Da qualche parte sulla Sofijskaja o sulla Budapeštkaja... Ora ci fanno i šašlyki, credo.»
(Intervista di Aleksandr Žitinskij, ottobre-novembre 1988)
(Boris Grebenščikov per la BBC, Londra, 2007)
La prima formazione comprendeva Grebenščikov, Gunickij (batteria), Aleksandr Cacanidi (basso), Vadim Vasil'ev (tastiere) e Valerij Obogrelov (suono). Nel 1973, il chitarrista Ėdmund Škljarskij, in seguito leader del gruppo Piknik, suonò brevemente con gli Aquarium. Nello stesso anno, il bassista Michail Fajnštejn-Vasil'ev "Fan" si unì al gruppo. L'anno successivo, Andrej "Djuša" Romanov entrò nella band come tastierista e poco dopo, sotto l'influenza di Ian Anderson, divenne flautista.
Negli anni settanta e primi anni ottanta la musica rock era fortemente limitata in Unione Sovietica (eccezion fatta per alcuni gruppi approvati dal governo), pertanto gli Aquarium avevano come unico palcoscenico gli appartamenti dei loro amici, infatti spesso le esibizioni avvenivano con gli strumenti non amplificati, nel timore che il volume troppo alto insospettisse i vicini con conseguente denuncia alle autorità. Lo spazio limitato creò un'atmosfera di intimità tra il gruppo ed il pubblico che ascoltava in silenzio. Questo fu uno dei fattori che conferirono agli Aquarium lo stile estremamente discreto dei primi album, ove la voce di Boris Grebenščikov e gli altri strumenti recitano la propria parte quasi in sordina, nel timore di farsi troppo notare.
All'inizio il gruppo non andò oltre le prove e il primo concerto fu tenuto a Zelenogorsk solo il 22 marzo 1973. Un'altra esibizione ebbe luogo nel ristorante di Leningrado “Trjum”, vicino al Central'nyj park kul'tury i otdycha imeni S. M. Kirova, e il primo compenso fu di 50 rubli in contanti. Tuttavia, la band si esibiva raramente:
(Boris Grebenščikov)
Gli Aquarium non hanno mai negato di aver preso più ispirazione dai gruppi occidentali che dalla musica tradizionale russa: The Beatles, Bob Dylan, David Bowie, Jethro Tull, King Crimson, Roxy Music e anche dal reggae. Boris Grebenščikov inoltre coltivava già da tempo un interesse personale per la musica indiana e celtica.
Questa miscela di rock occidentale, reggae, musica tradizionale russa, celtica ed indiana diedero luogo ad uno dei gruppi più poliedrici e raffinati della storia della musica moderna.

#### Album "preistorici"
I primi album pubblicati come magnitizdaty degli Aquarium risalgono al 1974. Tra gennaio e febbraio, durante le vacanze, Grebenščikov e Gunickij registrarono Iskušenie svjatogo Akvariuma (in russo Искушение святого Аквариума?). L'album, creato con apparecchiature di registrazione domestiche e dalla qualità sonora molto bassa, è stato considerato perso per molto tempo, ma nel 1997 la registrazione è stata scoperta e pubblicata nel 2001 su CD come parte della raccolta Doistoričeskij Akvarium (in russo Доисторический Аквариум?).
Ad aprile 1974 fu realizzato un altro album di breve durata, Menuėt zemledel'cu (Менуэт земледельцу) ma la registrazione sembra essere andata definitivamente perduta. L'anno successivo fu realizzato Pritči grafa Diffuzora (Притчи графа Диффузора), registrato da Grebenščikov, Gunickij, Fan e Djuša Romanov.
Nel 1974, la band iniziò a partecipare agli spettacoli amatoriali di teatro dell'assurdo sui gradini del Castello degli ingegneri. Dopo la direzione del regista professionista Ėrik Goroševskij, Grebenščikov abbandonò l'idea di una sintesi di rock, poesia e teatro, e gli Aquarium si concentrarono sulle attività musicali, lasciando definitivamente il mondo teatrale nel 1977. Gunickij uscì dal gruppo, ma continuò a mantenere i contatti con i suoi membri.
Nel 1975, il violoncellista Vsevolod "Seva" Gakkel' si unì agli Aquarium e ricordò:
(Intervista a Vsevolod Gakkel' per Izvestija, 28 agosto 2006)
A partire dal 1976, gli Aquarium iniziarono a svolgere un'attività concertistica regolare. Il primo concerto di Grebenščikov, Gakkel' e Djuša Romanov si svolse il 25 febbraio 1976 in un tributo al compleanno di George Harrison dei Beatles, e alla fine di marzo gli Aquarium parteciparono, pagando di tasca propria, come ospiti non invitati al Tallinskie pesni molodëži del 1976, festival di musica popolare di Tallinn nella RSS Estone dove suonano quattro pezzi acustici. Nel giornale dell'Università di Tartu del marzo 1978 si legge che il gruppo avrebbe meritato un premio per il programma più interessante. Si parla anche di una conoscenza con Andrej Makarevič. Tra il 1976 e il 1977, gli Aquarium perdono momentaneamente Fajnštejn-Vasil'ev, Djuša Romanov e Aleksandr "Fagot" Aleksandrov a causa del servizio militare. Nel 1976 uscì l'album di Grebenščikov S toj storony zerkal'nogo stekla (С той стороны зеркального стекла), con la partecipazione di Gakkel', e due anni dopo uscì Vse brat'ja - sëstry (Все братья — сёстры) con Mike Naumenko:
(Boris Grebenščikov, Pravdivaja avtobiografija Akvariuma)
Vse brat'ja - sëstry fu il primo album ad essere diffuso a Leningrado non come un nastro di registrazioni di persone anonime. Fu il precursore di Sinnij al'bom e Sladkaja N. i drugie. La sua diffusione fu frenata solo dal suono e dalla riluttanza della gente a copiarlo.
Alla fine degli anni settanta, gli Aquarium conoscevano già due figure significative del rock sovietico, Artemij Troickij e Andrej Tropillo, nel cui studio furono registrati i primi album “storici” degli Aquarium. La notte di capodanno del 1979, Aleksandr Ljapin si esibì per la prima volta con gli Aquarium e si unirà definitivamente al gruppo nel 1982; nella primavera del 1979, Djuša e Fagot tornarono dall'esercito.
Gli Aquarium riuscirono a farsi notare partecipando nel 1980 al festival rock Vesennie ritmy a Tbilisi, RSS Georgiana. La band non vinse alcun premio, ma l'esibizione eccentrica provocò un vero e proprio scandalo. Quando durante il concerto Grebenščikov, che suonava la chitarra, si sdraiò sul palco, tutti i membri della giuria lasciarono provocatoriamente la sala. In un primo momento si voleva addirittura espellere immediatamente la band dal festival. Lo scandalo arrivò a Leningrado e di conseguenza Grebenščikov perse il lavoro e fu espulso dal Komsomol.
Aleksandr Starcev, nella sua biografia degli Aquarium del 1986, cita la registrazione del 1980 Muzyka obščestvennych tualetov (Музыка общественных туалетов). Il gruppo non lo ha riconosciuto come album ufficiale. Tuttavia, nell'agosto 2002, lo studio Triarij lo ha pubblicato datandolo erroneamente al 1974.

#### Primi album "storici"
Nel gennaio 1981 viene registrato il Sinnij al'bom (Синий альбом), il primo “storico” lavoro in studio indipendente degli Aquarium. Al momento della registrazione, la band stava ancora attraversando un periodo di fascinazione per il reggae, come si può notare nelle canzoni Rutman, Reka ed Edinstvennyj dom (Dža dast nam vsë). Il Sinnij al'bom divenne di fatto il primo album rock underground realizzato in Unione Sovietica, con canzoni registrate in studio, seguendo un concept e un design originali.
Il 7 marzo 1981 venne fondato il Leningradskij rok-klub, nel quale gli Aquarium furono subito accettati.
Nell'estate del 1981, con la partecipazione del pianista jazz Sergej Kurëchin, viene registrato Treugol'nik (Треугольник), che nelle intenzioni di Grebenščikov doveva essere il nuovo Sergent Pepper. I testi dell'album sono per lo più assurdisti e alcuni sono stati scritti da Džordž. Nel 1982 furono pubblicati Akustika. Istorija Akvariuma — Tom 1 (Акустика. История Аквариума — Том 1) e Ėlektričestvo. Istorija Akvariuma — Tom 2 (Электричество. История Аквариума — Том 2), registrati in parallelo con Treugol'nik.
Dall'inizio del 1982 il gruppo iniziò a suonare dal vivo con chitarre elettriche. Proprio all'inizio dell'anno, il 6 gennaio, si tenne un concerto alla Casa della cultura Lunačarskij di Mosca, la cui registrazione fu pubblicata come album live Aroks i Štër (Арокс и Штёр) nel 1996.
L'album Tabu (Табу) venne registrato in estate. Secondo Grebenščikov, era un periodo difficile per la band: dopo un concerto ad Arcangelo il rock club aveva bandito gli Aquarium dall'attività concertistica fino alla fine dell'anno. Fajnštejn e Djuša ottennero un lavoro in estate e quasi non parteciparono alla registrazione dell'album e per questo motivo, sulla copertina c'era anche un punto interrogativo dopo il nome della band. Tra i musicisti ospiti c'era il ventenne Igor' Butman.
Nel 1983, gli Aquarium si esibirono in numerosi concerti, soprattutto a Leningrado e Mosca. Il 15 maggio 1983, il gruppo partecipò al primo festival rock di Leningrado, tenutosi con il titolo "Prima rassegna-concorso di gruppi rock amatoriali di Leningrado per la migliore esecuzione di canzoni contro la guerra all'insegna del motto ‘Per la solidarietà antimperialista, la pace e l'amicizia!’" . Gli Aquarium parteciparono successivamente a diversi festival rock annuali organizzati dal Leningrad Rock Club.
Tra la primavera e l'estate del 1983 venne registrato il nuovo album Radio Afrika (Радио Африка), che Grebenščikov definì “pagano”. Sergej Kurëchin diede nuovamente un contributo importante nella creazione dell'album, accreditato anche come autore della canzone Tibetskoe tango. In generale, il nome dell'album nacque dall'idea di Grebenščikov e Kurëchin di chiamare i loro progetti comuni "Radio Afrika"; alla fine i progetti furono abbandonati, ma il nome rimase. Nell'album è presente la canzone Rok-n-roll mërtv (Рок-н-ролл мёртв), che divenne uno dei maggiori successi del gruppo. Aleksandr Titov suonò il basso in Vremja Luny e fu presto invitato a unirsi alla band.
La popolarità degli Aquarium cresceva nonostante la mancanza di riconoscimenti ufficiali. Alla fine del 1983, secondo i risultati di un sondaggio condotto dal quotidiano Moskovskij Komsomolec tra una trentina di giornalisti e personalità del rock di Mosca, Leningrado e Tallinn, si classificarono tra i primi tre gruppi rock in URSS, con i Dinamik e i Mašina vremeni rispettivamente al primo posto e al secondo posto. Nel sondaggio del febbraio 1984, il gruppo salì al secondo posto.
Nel 1984 viene realizzata la raccolta live Ichtiologija (Ихтиология), contente canzoni registrate durante i concerti in acustico in quell'anno e nel 1983. All'inizio di ottobre venne invece pubblicato Den' Serebra (День Серебра), il primo album degli Aquarium registrato in otto mesi con apparecchiature professionali. Oltre ai membri regolari della band, alla sua realizzazione partecipò anche il violinista Aleksandr Kussul'. Molti considerano Den' Serebra uno dei migliori album del gruppo grazie agli arrangiamenti e ai testi oscuri ma filosofici.
Nello stesso anno, a partire dalle registrazioni effettuate per Tabu e da quelle precedenti rifiutate dal gruppo, Andrej Tropillo pubblicò la compilation M.C.I. all'insaputa dei membri della band.
L'avvento della glasnost' di Michail Gorbačëv nel 1985 ebbe come effetto l'uscita dalla clandestinità di moltissimi movimenti culturali ed artistici e gli Aquarium, ovviamente, divennero subito popolarissimi. Finalmente il gruppo poté esibirsi in sale per concerti, parchi pubblici, e soprattutto canali radiofonici, dando così libero sfogo al proprio talento artistico.
L'album Deti Dekabrja (Дети Декабря), completato il 13 gennaio 1986, è un po' più cupo per via di nuovo arrangiamento alla canzone d'apertura Žažda. Allo stesso tempo, canzoni come Ona možet dvigat' e 212-85-06 hanno un'atmosfera completamente opposta. L'album è stato registrato con la partecipazione di dodici persone, senza contare il produttore Andrej Tropillo.
L'album live degli Aquarium Desjat' strel (Десять стрел) è stato l'ultimo magnitizdat. Pubblicato nella primavera del 1986, l'album includeva registrazioni effettuate da Aleksej Ipatovcev durante i concerti della fine del 1985. L'unica registrazione in studio dell'album è la canzone Gorod, registrata all'inizio del 1986 e divenuta una delle composizioni più famose eseguite dagli Aquarium, anche se spesso la paternità della musica e del testo viene erroneamente attribuita rispettivamente a Francesco da Milano e Aleksej Chvostenko. L'album è dedicato alla memoria di Aleksandr Kussul', morto ad agosto, dopo l'uscita di Desjat' strel.
Nello stesso anno, negli Stati Uniti uscì la raccolta Red Wave, prodotta da Joanna Stingray e dove gli Aquarium sono presenti con 6 canzoni sul primo lato tratte da Tabu, Deti Dekabrja e Radio Afrika. Nel doppio album erano presenti inoltre brani dei Kino, Alisa e Strannye Igry.

#### Uscita dalla clandestinità
Subito dopo la pubblicazione e il successo di Red Wave, la Melodija pubblicò nel 1987 il primo disco ufficiale omonimo della band e divenuto noto come Belyj Al'bom (Белый альбом) una raccolta di brani tratti da Den' Serebra e Deti Dekabrja. Vsevolod Gakkel' collega addirittura l'uscita di questi due dischi:
(Vsevolod Gakkel')
È in questo periodo che il gruppo inizia a guadagnare sempre più fama. Già nel marzo 1984 il gruppo era stato invitato da Tamara e Vladimir Maksimov a registrare la prima puntata del Muzykal'nyj ring per la Leningradskoe televidenie. Il 24 ottobre 1986 si esibirono per la seconda volta e il 17 gennaio 1987 la performance venne ritrasmessa dal primo programma della televisione centrale sovietica. Muzykal'nyj ring diede una prima "visuale a tutto tondo" degli Aquarium, con interviste e esibizioni in studio trasmesse su scala nazionale, e fece emergere definitivamente il gruppo dall'underground, attribuendogli il ruolo di elemento essenziale della cultura musicale giovanile sovietica dell'epoca. Già a maggio 1987, la rivista Junost' nominò gli Aquarium come miglior gruppo musicale del Paese e Grebenščikov fu riconosciuto come il miglior musicista.
Nel 1987, la Mosfil'm produsse il film Assa di Sergej Sergej Solov'ëv, nel quale furono usate cinque canzoni degli Aquarium, tra cui Gorod.
Nello stesso anno registrarono il loro primo album per l'etichetta statale Melodija (l'unica ufficialmente esistente all'epoca). Grazie al supporto degli organi ufficiali e della distribuzione su larga scala, l'album Ravnodenstvie (Равноденствие) fu un successo senza precedenti per il mercato musicale sovietico e vendette milioni di copie in pochi mesi. Grebenščikov lo definì il canto del cigno degli Aquarium negli anni ottanta e si dichiarò generalmente insoddisfatto del disco:
(Intervista di Grebenščikov per Urlajt)
Questo fu l'ultimo album registrato del gruppo nella sua formazione storica.

#### Grebenščikov in Occidente
Il 3 giugno 1988 gli Aquarium tennero il loro primo concerto all'estero, a Montréal, in Canada, dove incisero due canzoni (Kitaj e King Arthur) per il futuro album solista in lingua inglese di Grebenščikov. Nell'agosto 1988 Grebenščikov lavorò negli Stati Uniti e nel Regno Unito per realizzare Radio Silence. Gli Aquarium si esibirono in diversi concerti in autunno e in inverno, ma Grebenščikov si spostava continuamente negli Stati Uniti, apparendo sulla stampa e esibendosi da solista.
Radio Silence uscì in Europa e negli Stati Uniti all'inizio dell'estate 1989. Il regista britannico Michael Apted realizzò un documentario sulla lavorazione dell'album, The Long Way Home, trasmesso su MTV nel giugno 1989.

#### Carriere indipendenti e scioglimento
Nel 1989 fu creata la Russko-Abissinskij orkestr (Русско-Абиссинский оркестр) e con questo nome gli Aquarium registrarono la colonna sonora del film Zolotoj son (1989) di Sergej Debižev e alcune musiche per il film Čёrnaja roza - ėmblema pečali, krasnaja roza - ėmblema ljubvi (1989) di Sergej Solov'ëv. In seguito, verranno accreditati con questo nome anche nei titoli di coda del film Dva kapitana 2 di Debižev.
Allo stesso tempo, i membri degli Aquarium cercavano di organizzare proprie band: nel 1987 Djuša Romanov fondò i Trilistnik; Titov annunciò il progetto Vostok-1 nel 1990; in seguito nacquero i Tri Saška con Ljapin e Titov; a dicembre nacque il gruppo Tureckij čaj, guidato da Ljapin, Gakkel' e lo stesso Titov. All'inizio del 1991, Ljapin registrò un album da solista, Nostal'gija po cholodnomu pivu (Ностальгия по холодному пиву), il cui titolo era un riferimento alla canzone Cholodnoe pivo degli Aquarium.
Nell'autunno del 1990, gli Aquarium iniziarono a registrare le canzoni per il film Dom pod zvëzdnym nebom di Solov'ëv, pubblicate in un'edizione indipendente solo nel 2000.
Nel 1990, Grebenščikov iniziò a registrare il suo secondo album solista in inglese, Radio London. L'album sarebbe stato pubblicato per la prima volta solo sei anni dopo dalla SoLyd Records come demo.
Il 14 marzo 1991, la band Aquarium si esibì per un'ultima volta in occasione del decimo anniversario del Leningrad Rock Club.

### BG-Bėnd (1991-1992)
La BG-Bėnd (БГ-Бэнд) fu messa insieme da Grebenščikov nella primavera del 1991 e rappresentò una sorta di reincarnazione degli Aquarium: un nuovo nome, un nuovo suond ma senza Gakkel', Romanov e Fajnštejn. Il gruppo comprendeva Grebenščikov, Oleg Sakmarov (flauto), Sergej Ščurakov (fisarmonica, mandolino), Andrej Rešetin (violino) e Sergej Berezovoj (basso). Rešetin e Ščurakov avevano già partecipato alla registrazione di Ravnodenstvie, mentre Sakmarov e Berezovoj si erano esibiti in tour con l'ultima formazione degli Aquarium.
Durante la sua breve esistenza, il nuovo gruppo tenne 171 concerti tra Mosca, San Pietroburgo, Kiev, Minsk, Riga, Kazan', Severodvinsk, Arcangelo, Charkov e in diverse città della regione del Volga, degli Urali e della Siberia, inserendo nella scaletta canzoni inedite e alcune tratte dal precedente repertorio di Grebenščikov e degli Aquarium. Nel 1993 è stato pubblicato l'album live Pis'ma kapitana Voronina. Koncert v Vjatke (Письма капитана Воронина. Концерт в Вятке), che include brani suonati nel 1991 in un concerto a Vjatka.
Nel gennaio-febbraio 1992, Grebenščikov e i musicisti della BG-Bėnd registrarono a Mosca Russkij al'bom (Русский альбом), pubblicato poi a novembre su vinile. I testi, le melodie e l'esecuzione si basavano sulle tradizioni russe: nei testi sono presenti riferimenti alla Chiesa ortodossa russa, come nelle canzoni Nikita Rjazanskij e Koni bespredela, e il brano strumentale di apertura Archistratig , come il titolo "Archistratega" dell'Arcangelo Michele usato nell'ortodossia e nelle chiese orientali. Quando Russkij al'bom venne ristampato su compact disc nel 1995, furono aggiunte altre cinque tracce contenenti registrazioni dal vivo e in studio del 1991 e 1992).

### Aquarium 2.0 (1992-1997)
Nel settembre 1992 furono ricreati gli Aquarium con Titov, Sakmarov, Aleksej Zubarev e nuovi membri: Aleksej "Lord" Racen, Andrej Vicharev e Sergej Ščurakov, che si unì più tardi. Nel 1993 venne pubblicato l'album Ljubimych pesen Ramzesa IV (Любимых песен Рамзеса IV), primo album di inediti accreditato agli Aquarium dopo 5 anni.
La nuova formazione tuttavia, non sconfessò l'eclettismo musicale delle origini, producendo anzi una serie di album che non sfigurano affatto accanto ai lavori "mitici" degli anni ottanta. Inoltre spetta alla formazione degli Aquarium 2.0 il merito della loro diffusione nel resto del mondo (ove fino a quel momento erano totalmente sconosciuti): USA e Israele (sedi delle comunità russe più numerose) oltre a Germania e Gran Bretagna ospitarono molti loro concerti, facendo da cassa di risonanza mondiale. 
L'album Peski Peterburga (Пески Петербурга), pubblicato nel 1994, si discosta un po' dallo stile impostato da Russkij al'bom e Ljubimych pesen Ramzesa IV: è composto da canzoni degli anni ottanta che non erano state ancora pubblicate in album di studio. L'unica canzone nuova era Jur'ev den', completata a partire dai primi due versi già esistenti da tempo.
L'ispirazione alla tradizione russa continuò con successo nell'album Kostroma mon amour (Кострома mon amour) del 1994, il cui titolo è una sorta di inno alla provincia russa. In quel periodo Grebenščikov, dopo essersi interessato allo zen, scoprì il buddismo tibetano, e la prima canzone dell'album Russkaja nirvana, riprendendo la melodia di Tichon Chrennikov per il film Vernye druz'ja (1954), contiene numerosi riferimenti al buddismo. La canzone Poj, poj, lira è basata su una delle prime poesie di Anatolij Gunickij.
Nel 1994 furono pubblicati due album solisti di Grebenščikov: Pesni Aleksandra Vertinskogo (Песни Александра Вертинского) e Zaduševnye pesni (Задушевные песни, quest'ultimo registrato insieme agli Aquarium, accreditati in copertina come Kvartet Anny Kareninoj). Inoltre, venne pubblicata in Francia per gli ascoltatori europei la raccolta Boris Grebenchikov & Aquarium 1991-1994, in concomitanza con il concerto di Grebenščikov al Théâtre de la Ville di Parigi.
Nel 1995, la formazione della band cambiò: Racen lasciò il gruppo, mentre si unì il violinista Andrej Surotdinov. La nuova formazione registrò a Londra l'album Navigator (Навигатор) uscito il 1° settembre 1995. Nel 1996 furono pubblicati il live Centr ciklona (Центр циклона) e l'album in studio Snežnyj lev (Снежный лев) l'ultimo di una sorta di trilogia con Kostroma Mon Amour e Navigator.
Nel 1997 avvenne un cambiamento: dapprima, sotto il nome di "Russko-Abissinskogo orkestra", gli Aquarium pubblicano la raccolta strumentale Bardo, registrata nel corso di sette anni (a partire dalla colonna sonora del film Zolotoj son del 1989). In seguito venne pubblicato l'epico-mitologico Giperborea, con brani inediti degli anni settanta e ottanta. Il suono della band divenne più duro, con più “elettricità” a scapito dell'acustica e fu ampliata la gamma di strumenti: nella registrazione furono usati clavicembalo, contrabbasso e chomuz (scacciapensieri).
Il gruppo Aquarium festeggiò i 25 anni di attività organizzando due concerti: a San Pietroburgo e a Mosca, con la formazione classica (Djuša Romanov, Vsevolod Gakkel', Pëtr Troščenkov, Evgenij Guberman, Michail Fajnštejn, Aleksandr Ljapin. La registrazione del concerto pietroburghese è stata pubblicata nel 2001 con il titolo Poslednij koncert.
Nel 1997, Grebenščikov annunciò lo scioglimento della seconda formazione degli Aquarium.

### Lilit Bljuz Bėnd e Novyj ėlektričeskij pës (1997-1999)
Nel 1997, Grebenščikov registrò insieme alla The Band, noto gruppo che aveva accompagnato anche Bob Dylan, l'album Lilit, pubblicato nella versione russa e nordamericana.
Vista l'impossibilità di fare concerti con The Band, Grebenščikov si riunì con Aleksandr Ljapin per eseguire nuove canzoni; all'inizio si esibirono come duo acustico, ma presto si unirono alla formazione il percussionista Oleg Šavkunov, il bassista V. Kudrjavcev e il violinista A. Surotdinov alle tastiere. Il tour di concerti di questa formazione durò fino al luglio 1998.
Il 1998 è l'inizio del periodo Novyj ėlektričeskij pës, "nuovo canto elettronico". Ėlektričeskij pës (Электрический пёс) era una prima canzone degli Aquarium, inclusa nel Sinnij al'bom del 1981 e nel 1998 era anche il nome del programma di concerti con cui Grebenščikov si esibiva nelle città della Russia e dei Paesi vicini. Con questo titolo Grebenščikov fece intendere un ritorno alle origini, annunciando un nuovo “reclutamento” di musicisti nella band, che fu integrata da Aleksander Ponomarëv (chitarra), Dmitrij Veselov (percussioni) e Boris Rubekin (tastiere). Inoltre, N. Koškin e Oleg "Šar" Šavkunov suonavano le percussioni. Ponomarëv, Veselov e Koškin lasciarono il gruppo alla fine del tour di Novyj ėlektričeskij pës; Rubekin suonò successivamente con Grebenščikov fino alla sua morte nel 2015. Una registrazione di una delle performance di questa formazione è stata pubblicata nel 2009 come album live Zombijajc (Зомбияйц) di BG.
Nello stesso anno, il 1998, esce l'antologia Kunstkamera (Кунсткамера) degli Aquarium, formata da registrazioni effettuate dalla fine degli anni ottanta alla metà degli anni novanta. La discografia solista di Grebenščikov si arricchisce di tre album: Pribežišče (Прибежище), un album di mantra registrato insieme a Gabrielle Roth & ‘The Mirrors’; Boris Grebenščikov i Deaduški (Борис Гребенщиков и Deadушки) con versioni techno di vecchie canzoni degli Aquarium, e Molitva i post (Молитва и пост), un album dal vivo originariamente creato solo per la distribuzione online. Solo nel 2001, in seguito alle numerose richieste degli ascoltatori, l'album è stato finalmente pubblicato su compact disc.
Nel maggio 1999 viene pubblicato l'album solista Boris Grebenščikov poët pesni Bulata Okudžavy (Борис Гребенщиков поёт песни Булата Окуджавы). Grebenščikov si accompagnò con la chitarra acustica, ma la registrazione è avvenne comunque con la partecipazione di altri membri degli Aquarium, che si riunirono nella formazione: BG, Rubekin, Surotdinov, Sakmarov, Šavkunov.

### Aquarium 3.0 (1999-2015)
Il primo album in studio della terza formazione degli Aquarium fu il disco Ψ ("Psi"), il quindicesimo album del gruppo. Secondo Grebenščikov, “non c'è un concetto nell'album”, ma semplicemente un riflesso dello stato della band in quel momento. Il disco contiene sia canzoni positive (Maša i medved', Poka nesut sakė, Syn plotnika) sia brani più cupi (Luna, uspokoj menja e Imja moej toski). Per la prima volta dopo molti anni è presente una composizione reggae (Stop mašina).
Il 25 maggio 2000 venne pubblicato l'album Pjatiugol'nyj grech (Пятиугольный грех) con lo pseudonimo di “Terrarium”, in quanto, oltre a Grebenščikov e ai membri degli Aquarium presenta collaborazioni con altri musicisti rock che eseguono le loro canzoni sulle poesie di Džordž. È il primo album in cui compare il nuovo batterista del gruppo, Al'bert Potapkin.
Il 1° novembre 2000 fu pubblicato contemporaneamente in Russia e Germania la raccolta Territorija, composto principalmente da vecchie canzoni, due delle quali sono state appositamente ri-registrate per l'occasione.
Nel gennaio 2002 in America e in Europa, e all'inizio di maggio in Russia, venne pubblicato il 13º album solista di Grebenščikov, Pereprava (Переправа, Bardo), alla cui registrazione partecipano nuovamente Gabrielle Roth & “The Mirrors”. L'album è una rielaborazione delle composizioni strumentali dell'omonimo album del 1997 Bardo della Russko-Abissinskogo orkestra.
Nel 2002 Oleg Sakmarov lascia la band.
Il primo album completamente inedito, Sestra Chaos (Сестра Хаос), fu pubblicato nel 2002 e si rivelò diverso da tutto ciò che gli Aquarium avevano fatto in precedenza. Come Ψ, l'album si rivelò molto emotivo e versatile (Grebenščikov definì Sestra Chaos il primo album multicolore nella storia della musica). Il reggae fece nuovamente la sua comparsa con la canzone Rastamany iz glubinki; Dživan Gasparjan partecipò alla registrazione di Severnyj cvet.
(Boris Grebenščikov)
Sempre nel 2002, la band ricevette il premio “PoboRoll” per il suo contributo allo sviluppo della musica e iniziò la pubblicazione su CD di Antologija: in due anni tutti gli album furono ristampati su compact disc con tracce bonus.
Il successivo album Pesni rybaka (Песни Рыбака) del 2003 venne in parte registrato in India: alla registrazione parteciparono numerosi musicisti indiani suonando strumenti tradizionali. Nonostante la cupa Čelovek iz Kemerova, l'album ha un'atmosfera generalmente positiva. Poco dopo, in occasione del cinquantesimo compleanno di Grebenščikov, fu pubblicato il doppio album-raccolta 50 BG in un'edizione limitata di 300 copie, vendute solo ai concerti della band.
Nel 2003 si unirono agli Aquarium Fëdor Kuvajcev (clarinetto), Aleksandr Berenson (tromba) e Igor' Timofeev (sassofono e flauto) e per circa un anno la band suonò come un gruppo di nove membri. All'inizio del 2005 il batterista Al'bert Potapkin lasciò il gruppo, seguito nell'estate dello stesso anno da Berenson e Kuvajcev.
Nel 2004 fu pubblicato in edizione limitata il 14º album solista di Grebenščikov, Bez slov, con 16 composizioni strumentali che rappresentano motivi giapponesi-cinesi.
Nel 2005 gli Aquarium pubblicarono ZOOM ZOOM ZOOM, scritto da Grebenščikov a Palamós, in Catalogna. Nello stesso anno, sul sito ufficiale del gruppo venne annunciato che su richiesta dello studio “Sojuz” sarebbero state pubblicate due compilation tematiche: Reggae con l'inedita Slova rastamana, che confermava il rinnovato interesse di Grebenščikov per il rastafarianesimo, e Pesni o ljubvi con una versione in studio della canzone Ključi ot moich dverej. Entrambi non sono raccolte ufficiali degli Aquarium, ma compilation dello studio Sojuz pubblicate con il permesso della band.
Nel 2006 Andrej Svetlov divenne il nuovo bassista degli Aquarium.
L'album Bespečnyj russkij brodjaga venne pubblicato il 5 aprile 2006. L'album include due canzoni eseguite nei concerti dalla fine degli anni novanta (Afanasij Nikitin bugi e Skorbec), alcune composizioni vicine allo stile degli anni ottanta (O smysle vsego suščego e Duchovnye ljudi) e ai precedenti album Pesni rybaka e ZOOM ZOOM ZOOM (Delo za mnoj e Terapevt). 
Nel 2007 venne pubblicata la raccolta Feodalizm delle registrazioni effettuate tra il 1986 e il 1990, con sovrapposizioni realizzate dalla nuova formazione del gruppo. Lo stesso anno è stato segnato da eventi significativi nella storia della band, come un concerto al Royal Albert Hall di Londra e l'esibizione di Grebenščikov alle Nazioni Unite su invito di Sri Chinmoy.
Nel 2008, in occasione di un altro concerto all'Albert Hall, fu presentato il progetto “Aquarium International”. Il ruolo di bassista e chitarrista degli Aquarium tornò ad Aleksandr Titov, che aveva suonato nella band nel 1983-1989 e nel 1992-1996. Il 3 dicembre fu pubblicato l'album successivo, Lošad' belaja, che vide nuovamente la partecipazione di Dživan Gasparjan (Eščë odin raz) e di molti altri musicisti ospiti, membri di Aquarium International.
Il 15 ottobre 2009 fu messo in vendita Puškinskaja, 10, contenente canzoni escluse dagli album precedenti.
Tra il 2009 e il 2010 la band si esibì in Russia e nei Paesi limitrofi con il tour di concerti Den' Radosti, con la partecipazione del flautista irlandese Brian Finnegan. La tappa ad Ekaterinburg del 14 dicembre 2009 è stata registrata e pubblicata in un album dal vivo.
A partire dall'estate 2010, gli Aquarium iniziarono a lavorare alla registrazione di un altro album in studio e nel 2011 pubblicarono i singoli Na chod nogi e Slavnoe more svjaščennyj Bajkal. Il lavoro intitolato Archangel'sk (Архангельск) venne pubblicato il 23 settembre 2011.
Per il nuovo anno 2012, la band pubblicò uno speciale “singolo di Capodanno” (Ded Moroz Bljuz e Brigadir). Nel gennaio 2012, gli Aquarium annunciarono un concorso per la copertina della raccolta Lučšie pesni XXI veka.

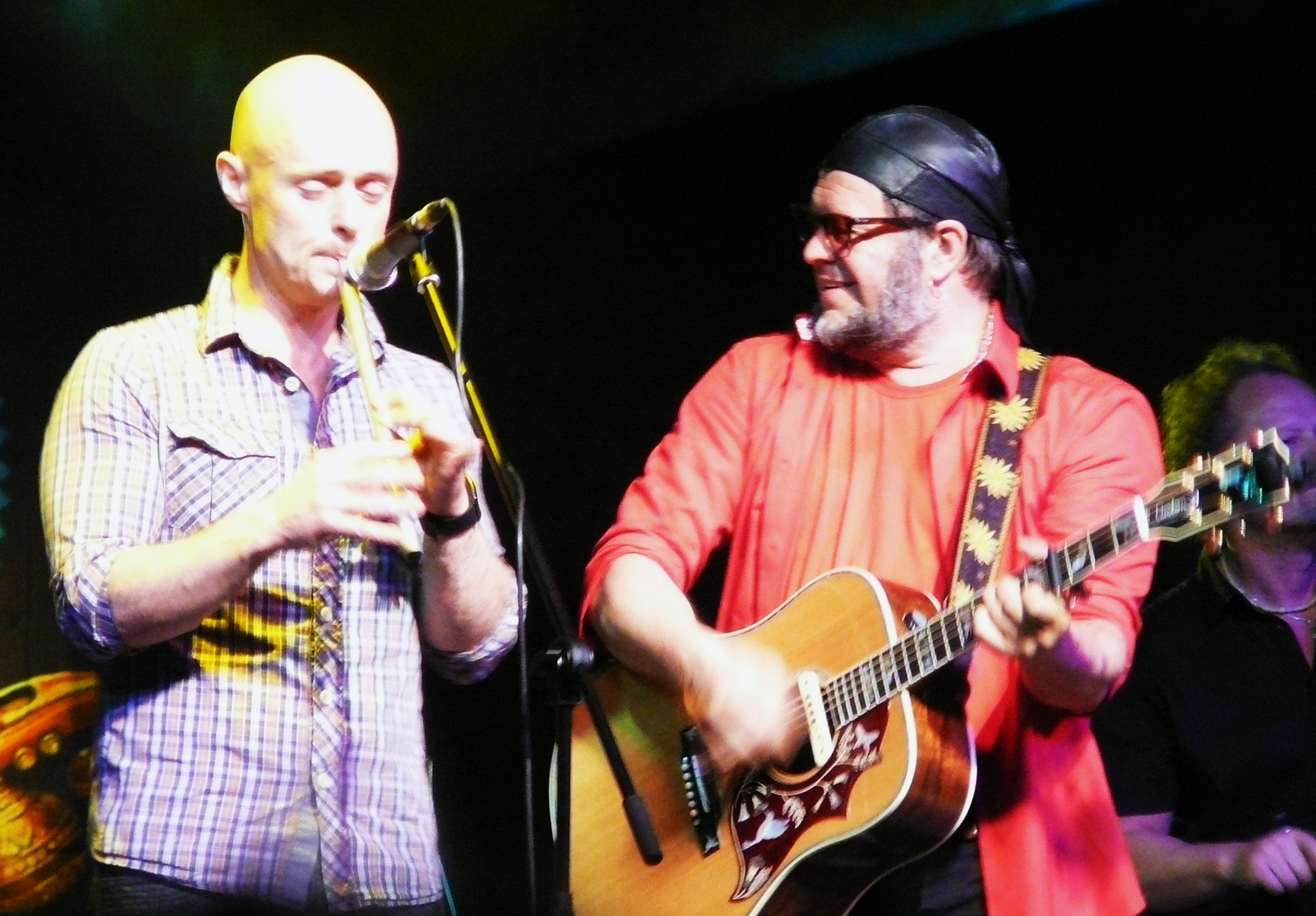
Boris Grebenščikov e Brian Finnegan a Kazan', 2012.

Il 2 febbraio iniziò un tour di concerti dedicato al “4000º anniversario della band” (secondo Grebenščikov). In aprile, la testata giornalistica Lenta.ru (insieme al sito web Kroogi.com) lanciò un progetto in onore dell'anniversario della band, pubblicando sul proprio sito materiali sulla storia del gruppo (tra cui una selezione di materiali samizdat' degli anni ottanta, foto rare e diversi video musicali inediti), interviste ai musicisti della formazione attuale e di quelle precedenti (Oleg "Šar" Šavkunov, Anatolij "Džordž" Gunickij, Oleg Sakmarov, Aleksandr Ljapin, Vsevolod Gakkel'), e creò un tributo a livello nazionale raccogliendo e pubblicando oltre 300 cover delle canzoni del gruppo eseguite sia da musicisti amatoriali sia da artisti affermati. Il progetto si concluse con la fine del tour di concerti per l'anniversario.
Il 7 agosto, il gruppo Aquarium pubblicò l'album Vozduchoplavanie v kompanii sfinksov (Воздухоплавание в компании сфинксов) su Kroogi.com, con l'obiettivo di “riunire le canzoni perdute sotto un unico tetto e riportare la musica dimenticata alla gente”, poiché “nel corso degli anni di registrazione, gli Aquarium hanno accumulato una serie di canzoni che sono ai margini del canone, o addirittura inaccessibili all'ascoltatore comune”. L'album fu pubblicato a ottobre su CD.
Inoltre, le registrazioni d'archivio dei concerti della band iniziarono ad essere pubblicate nella serie “Aquarium live”. Ad agosto 2012 sono stati pubblicati: Zombijajc (dal periodo Novyj ėlektričeskij pës), Orakul Božestvennoj butylki (concerto in occasione del compleanno di Grebenščikov il 27 novembre 1998), Zapiski o flore i faune (concerto nel dormitorio della Scuola Tecnica Elettromeccanica di Leningrado, giugno 1982), Sroki i ceny (una raccolta di tre concerti del febbraio-marzo 1983) e Sergej Kurëchin v Akvariume (esibizione al III Festival Rock del 1985 e un concerto a Žukovskij nel 1983).
Il 25 dicembre è uscita la seconda raccolta di registrazioni rare effettuate dal vivo, Tajnaja istorija pčelovodstva.
Il 18 marzo 2013, Grebenščikov annunciò di aver smesso di parlare con la stampa in Russia, continuando a rilasciare interviste occasionali all'estero. Nel gennaio 2013, gli Aquarium ripresero la collaborazione con il chitarrista della formazione degli anni novanta, Aleksej Zubarev.
Alla fine del 2013, venne pubblicato Akvarium pljus (Аквариум плюс) registrato tra San Pietroburgo, Londra e Los Angeles con la collaborazione di Mitchell Froom. In occasione del sessantesimo compleanno di Grebenščikov, uscì la seconda parte delle sue opere selezionate Boris Grebenchikov AQUARIUM 19952013, edita dalla casa editrice francese Buda. Nel febbraio 2014, il Teatro Municipale di Parigi invitò Grebenščikov a tenere un grande concerto con la sua band e il suo ottetto d'archi.
Alla fine del 2014, Oleg Šavkunov lasciò gli Aquarium a causa di disaccordi sulla questione dell'annessione della Crimea alla Russia.
Il 1º novembre 2015 morì il tastierista Boris Rubekin.

### Aquarium 4.0 (dal 2015)

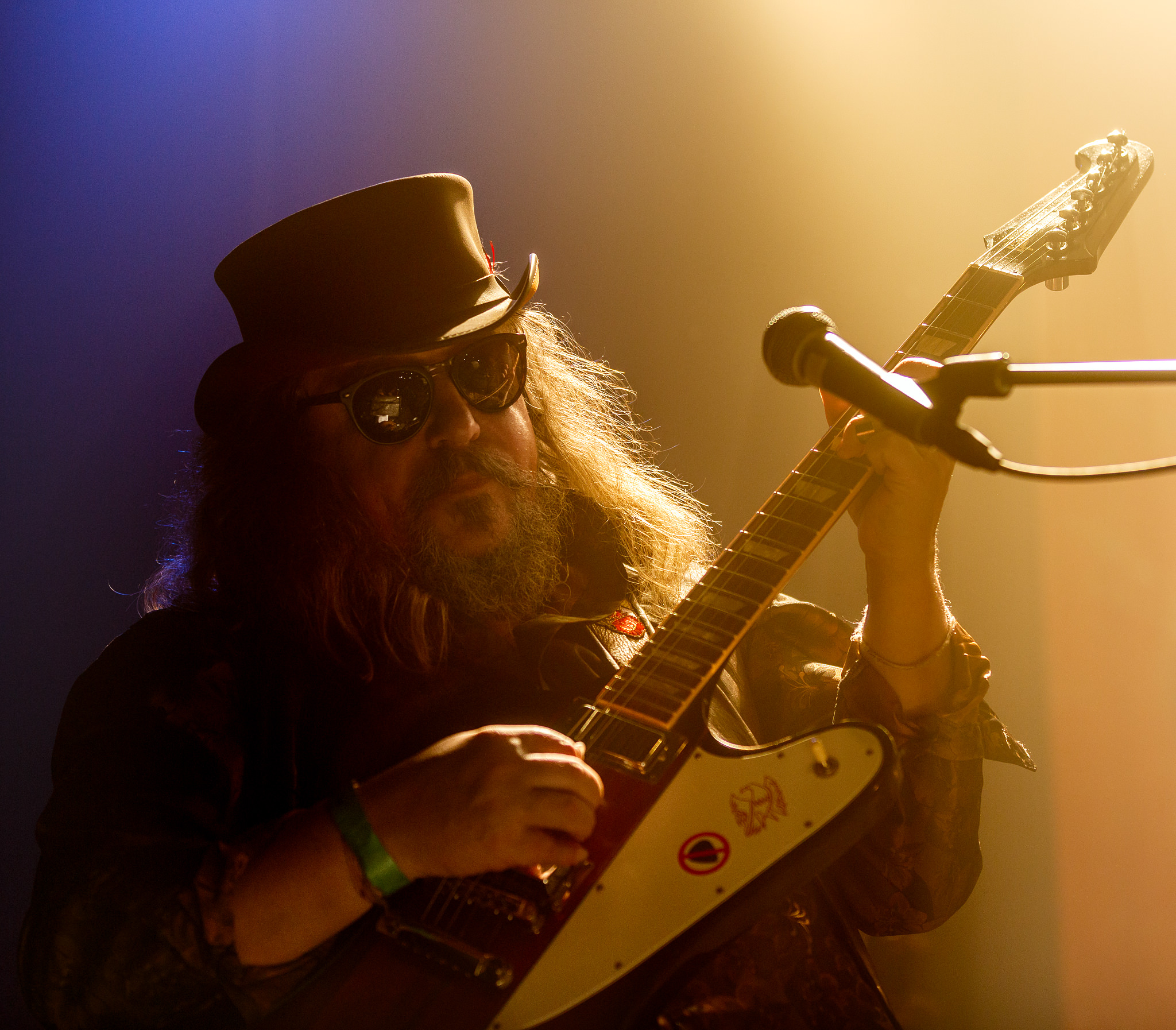
Aleksej Zubarev, 2017.

Dopo il ritorno di Aleksej Zubarev, l'uscita dal gruppo di Oleg Šavkunov e la morte di Rubekin, è iniziata la fase degli Aquarium 4.0. Poco prima, nel 2013, il chitarrista e suonatore di ottoni Igor Timofeev aveva lasciato il gruppo, dedicandosi completamente ai suoi progetti solisti Welcome to the Club e Perfect Karma, anche se partecipa occasionalmente ad alcuni concerti. Zubarev è ora responsabile di tutte le chitarre. Dal 2014 il figlio di Boris Grebenščikov, Gleb, suona le percussioni.
Il 18 marzo 2016 gli Aquarium hanno pubblicato un mini-album di tre canzoni, Pesni Neljubimych (Песни Нелюбимых). Due di esse sono state registrate a Cuba esclusivamente con musicisti cubani.
Il 16 giugno 2017 gli Aquarium hanno pubblicato una nuova canzone, Peggi Poršen' e Grebenščikov ha parlato di lavorare a un nuovo album della band. Dal giugno 2017, gli Aquarium hanno lanciato un tour dedicato al loro 45º anniversario, con la partecipazione di ospiti provenienti da diversi Paesi: il 30 giugno si sono esibiti a Mosca presso il club STADIUM e il 2 luglio a San Pietroburgo presso il complesso sportivo Jubilejnyj.
Il 20 ottobre 2017 è stato pubblicato il mini-album Dveri Travy (Двери Травы) con tre canzoni composte negli anni settanta e ottanta e registrate a San Pietroburgo e Parigi nel 2017.
Nel settembre 2020 la band ha pubblicato la raccolta Pesni Džordža (Песни Джорджа), con composizioni scritte da Boris Grebenščikov su poesie di Anatolij Gunickij. Tutte, ad eccezione di Iz Tambova s ljubov'ju e Sonet 2018, erano state precedentemente pubblicate nella discografia ufficiale.
Nell'ottobre 2020 è stato pubblicato l'album solista di Boris Grebenščikov, Uslyš' menja, chorošaja (Услышь меня, хорошая), composto da canzoni folk.
Il 30 dicembre 2020 viene presentato in anteprima il ventitreesimo album Tor(Тор).
Già alla fine del 2021, Boris Grebenščikov intendeva pubblicare un nuovo album con l'etichetta del gruppo. Il 4 gennaio 2022 ha annunciato in un'intervista che il disco era "quasi pronto" e la data di uscita prevista era il 1º febbraio. Tuttavia, il nuovo album non è mai stato pubblicato.
Il 2022 avrebbe dovuto essere il 50º anniversario della band. Tuttavia, con l'invasione russa dell'Ucraina, Boris Grebenščikov ha annunciato l'interruzione dei concerti degli Aquarium "fino a tempi migliori". Tuttavia, una speciale formazione acustica, BG+, tiene concerti ogni volta che è possibile.
Riassumendo il fenomeno della band, Boris Grebenščikov afferma:
(Boris Grebenščikov)

## Formazione
(Boris Grebenščikov a Naše radio, Brjansk, 2002)
Attualmente il gruppo è composto da:
- Boris Grebenščikov
- Boris Rubekin
- Andrej Surotdinov
- Vladimir Kudrjavcev
- Oleg Šar
- Al'bert Potapkin
- Oleg Gončarov
- Aleksandr Berenson
- Igor' Timofeev
- Fëdor Kuvajcev

## Discografia
Aquarium
- 1981 – Sinij al'bom
- 1981 – Treugol'nik
- 1982 – Tabu
- 1983 – Radio Afrika
- 1984 – Den' serebra
- 1986 – Deti Dekabrja
- 1988 – Ravnodenstvie[Nota 1]

Aquarium 2.0
- 1993 – Ljubimye pesni Ramzesa IV
- 1994 – Peski Peterburga
- 1994 – Kostroma mon amour
- 1995 – Navigator
- 1996 – Snežnyj lev
- 1997 – Giperboreja

Aquarium 3.0
- 1999 – Ψ
- 2002 – Sestra Chaos
- 2003 – Pesni rybaka
- 2005 – ZOOM ZOOM ZOOM
- 2006 – Bespečnyj russkij brodjaga
- 2008 – Lošad' belaja
- 2009 – Puškinskaja, 10
- 2010 – Naša žizn' s točki zrenija derev'ev[Nota 2]
- 2011 – Archangel'sk
- 2013 – Akvarium pljus

Aquarium 4.0
- 2020 – Tor
- 2022 – Dom Vsech Svjatych